# عباس الخضاري
عباس حسين شعبان الخضاري من مواليد دولة الكويت في عام 1936 ، نائب سابق في مجلس الامة، شارك في انتخابات مجلس الأمة الكويتي عن الدائرة الثالثة عشر الرميثية عام 1985 وفاز بالانتخابات، كما شارك في انتخابات مجلس الأمة الكويتي عن الدائرة الثالثة عشر الرميثية عام 1996 وفاز بالانتخابات، كما شارك بانتخابات المجلس الوطني الكويتي عام 1990 وفاز بالانتخابات، حاصل دبلوم في العلوم الادارية.

## مواقفه في مجلس الأمة
| الكتل                                                 | مستقل                |
| اللجان                                                | التشريعية والقانونية |
| الحركة الدستورية (32 نواب سابقين) (1989)              | لا ينتمي إلى الحركة  |
| الاستجوابات (1986)                                    | لم يقدم استجوابا     |
| قانون حق الانتخاب للمتجنسين (1986)                    | غير موجود            |
| تعديل المادة الاولى من قانون المحكمة الدستورية (1986) | غير موجود            |
| استجواب سلمان الدعيج (1985)                           | أيد حجب الثقة        |